# Nagy Miklós (műgyűjtő)
Nagy Miklós (Nagyatád, 1951. május 20.) magyar orvos, műgyűjtő és fotográfus.

## Életpályája

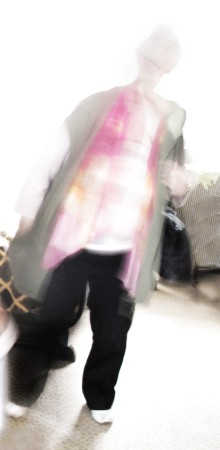
Nagy Miklós: Árnykép

1969-1975 közt tanulmányokat folytatott a pécsi Orvostudományi Egyetemen, 1975-ben diplomázott. 1979-ben Budapesten szülész-nőgyógyász szakvizsgát tett. Szakterületei: ultrahang, genetika. Megnősült, felesége Dr. Kajdel Edit, két fiúgyermekük van.
Már fiatal korában érdekelte a fotózás, s látogatta a galériákat, egy időre ez az érdeklődési köre csökkent, később ismét felerősödött. Jeles kortárs művészek kiállításait látogatta, s vásárolt tőlük képeket. Hat fontosabb kiállítása volt eddig, egy a műgyűjteményéből, négy saját fotóiból, végül 2010. januárban műgyűjteményeiből és fotóiból, amelyeket igen jeles, művészettel foglalkozó személyiségek nyitottak meg, Szeifert Judit (2007. október), Géger Melinda (2008. március) művészettörténészek, Lugosi Lugo László (2008. január) fotóművész, Szüts Miklós (2007. február) festőművész, Alföldi Róbert (2008. szeptember) színházigazgató, Parti Nagy Lajos (2010. január) költő, író, drámaíró.
2014-ben, augusztus 15- okt 17. között Kaposváron a Vaszary Képtárban mutatták be kortárs festmény gyűjteményét és fotóit "Belső utak" címmel. Ez alkalomból egy albumot is kiadtak. A kiállítást Szüts Miklós nyitotta meg.
2016 január 24. és február 29. között a győri Ispitában (a Váczy Péter Gyűjtemény épületében) "Kijáratok" címmel fotókiállítása volt. Megnyitotta Parti Nagy Lajos.
2017. április 7 és május 7. között Budapesten az Artus Stúdióban a Kopás van c. fotókiállítását megnyitotta B. Nagy Anikó.
Végül 2017. május 6. és június 15. között Mezőtúron a Városi Képtárban (volt zsinagóga) látható a Romlékony tájakon c. kiállítása. Megnyitotta Gyengési Mária.

## Fotóművészete
Neoavantgárd szürreális valóságának motívumait a természetből és épített környezetünkből meríti, úgy láttatja környezetünket, ahogyan mi nem látjuk, a kortárs festők szemléletével exponál. Fehér, szürke, kék, színes korszakai vannak, a rút és a szép esztétikai kategóriái mind fellelhetők nála, lát és láttat, témái kapaszkodnak egymásba, s peregnek, akár egy performansz.
Parti Nagy Lajos értékelése: Nagy Miklós „akarva-akaratlan azt fotózza, amit gyűjtene, s azt gyűjti, amit bármikor lefotózna, illetve le is fotóz. E kiállítással ugyanolyan érvényesen beszél magáról, mint a gyűjtött képzőművészek a képeikkel önmagukról. Itt és most Nagy Miklós fotóművészt is a gyűjtöttek közé sorolom, fotói hozzátartoznak a kollekcióhoz, mint műalkotáshoz, s fordítva, a gyűjtemény végérvényesen a fotóihoz tartozik.
Fotósként ugyanúgy az elalkonyodás, lassú romlódás, sötétbe veszés, elenyészés izgatja, mint gyűjtőként. A szenvedélyes magányosság, a sehová vezető utak, elhagyott terek robbanásveszélyes melankóliája, hétköznapi jelek, nyomok, kopások, s mögöttük, alattuk a rémségek gyúanyaga, saját és mindannyiunk démonai. A harmonikus, józan, sőt derűs, sőt artisztikus szomorúság, mint e világ héja, s lenn, az archéban az ismerős, de azért nem kezes jungi szörnyek.”

## Gyűjteményében szereplő művészek
- Baglyas Erika
- Bács Emese
- Baksai József
- Bálint Endre
- Bikácsi Daniela
- Böröcz András
- Bukta Imre
- Csató József
- Csurka Eszter
- Deák Ilona
- Deim Pál
- El Kazovszkij
- Fehér László
- feLugossy László
- Fischer Balázs
- Gaál József
- Görözdi Lilla
- Harasztÿ István
- Herbert Anikó
- Hollán Sándor
- Járóka János
- Kőnig Frigyes
- Kárpáti Tamás
- Konok Tamás
- Kopasz Tamás
- Krajcsovics Éva
- Nádler István
- Nádor Tibor
- Nagy Andrea
- Nagy Géza
- Nagy Ildikó
- Nemere Réka
- Oláh Mátyás
- Ország Lili
- Selényi Károly
- Szalkay Károly
- Szotyory László
- Szurcsik József
- Szüts Miklós
- Tolnay Imre
- Váli Dezső
- Verebics Ági
- Verebics Kati
- Veress Pál
- Vojnich Erzsébet
- Zoltán Sándor
- Zsakó István

## Művészfotói festői stílusban

### Kék varázslat

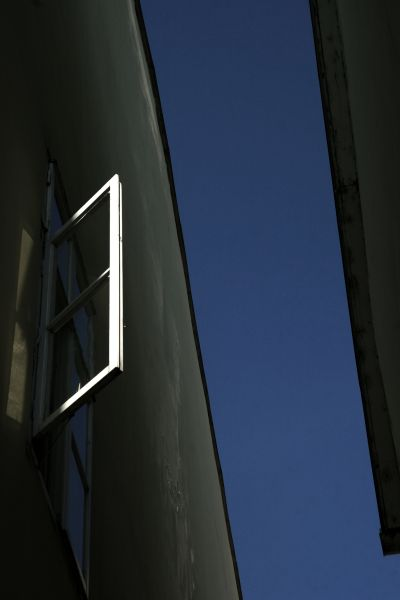
Ablak
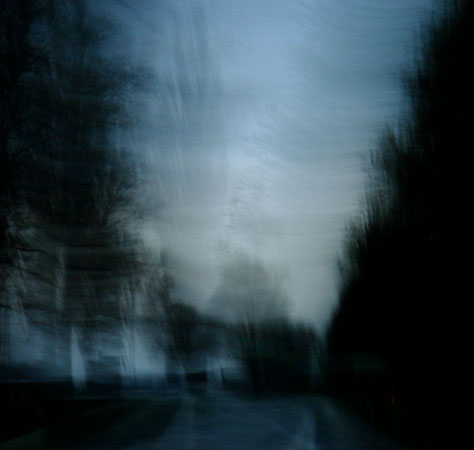
Fellegekben I
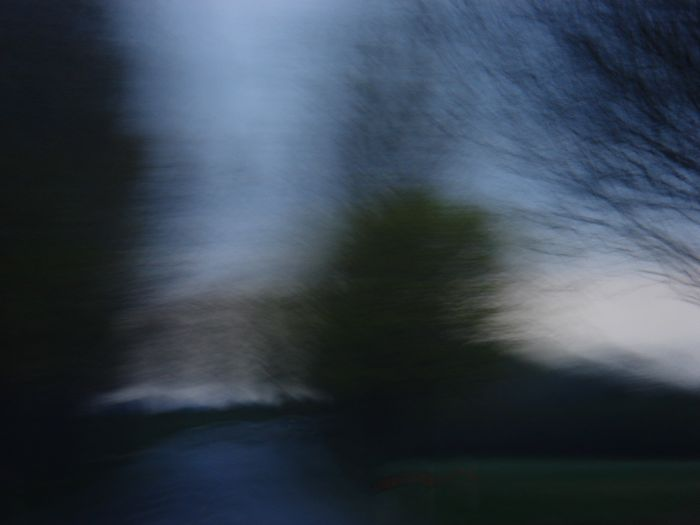
Fellegekben II
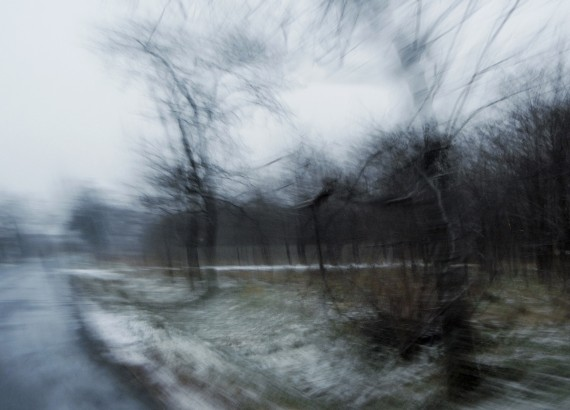
Fellegekben III

### Úton szürkében

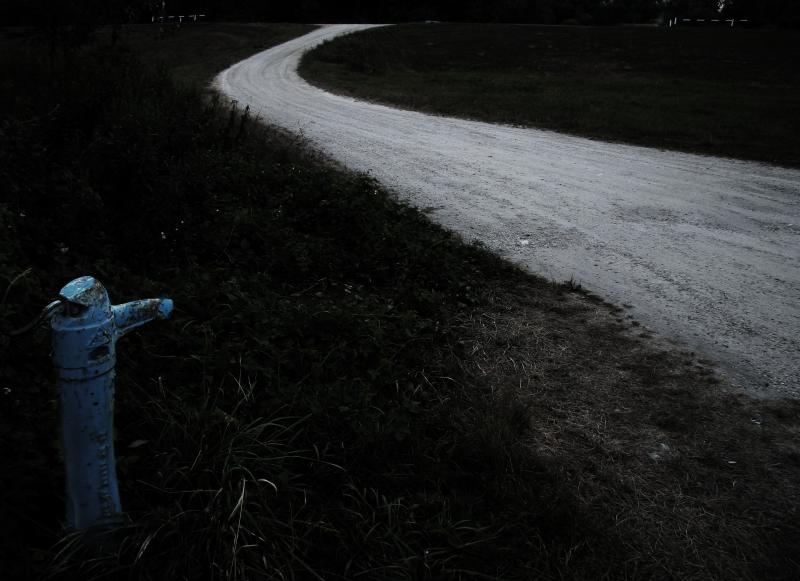
Út kúttal
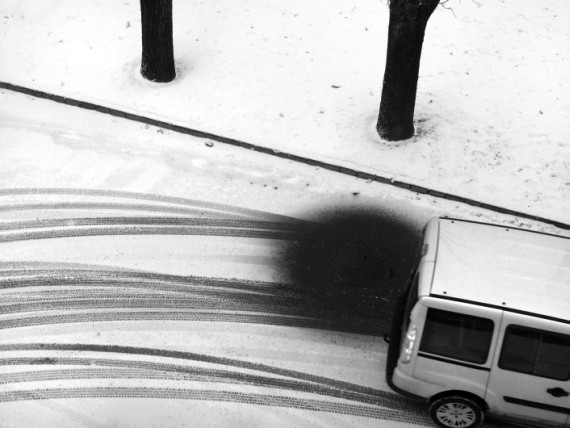
Út busszal
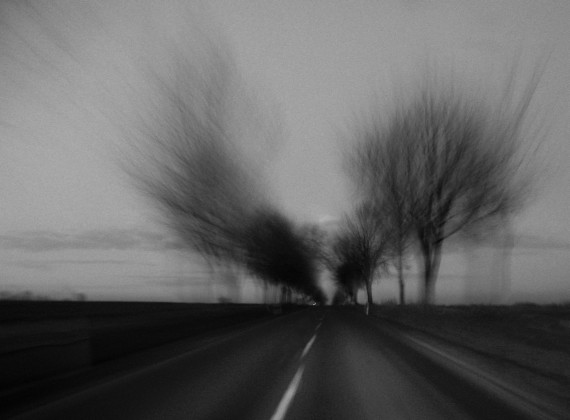
Út fákkal I
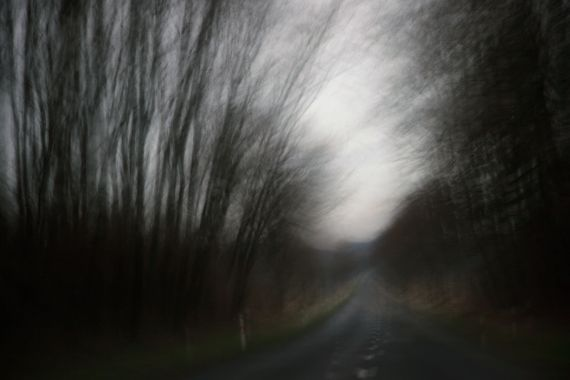
Út fákkal II
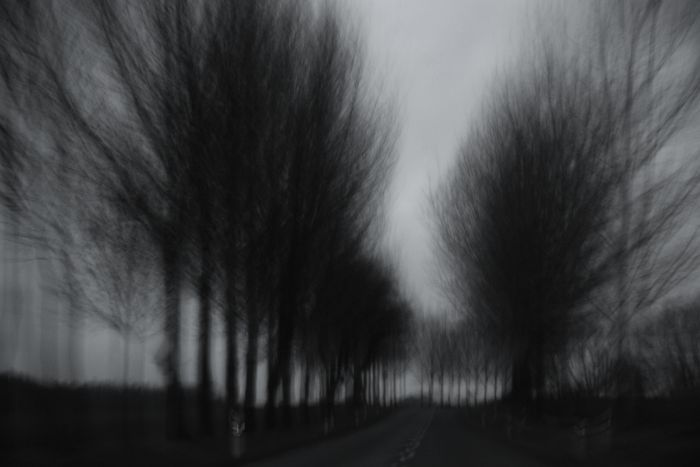
Út fákkal III
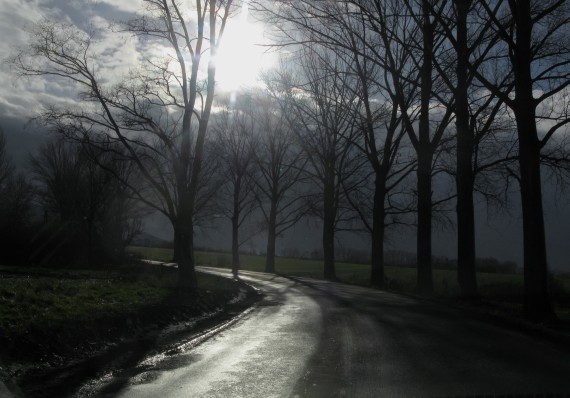
Út fákkal IV
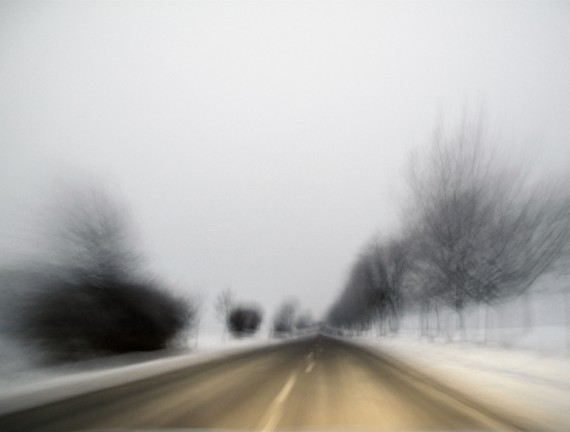
Út fákkal V
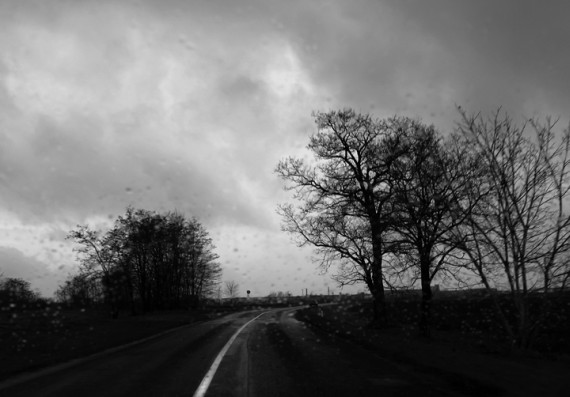
Út fákkal VI

### Színes napok

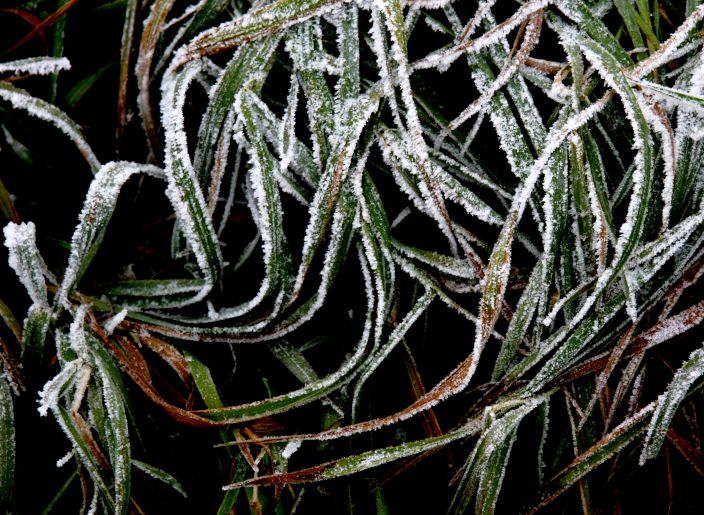
Indák
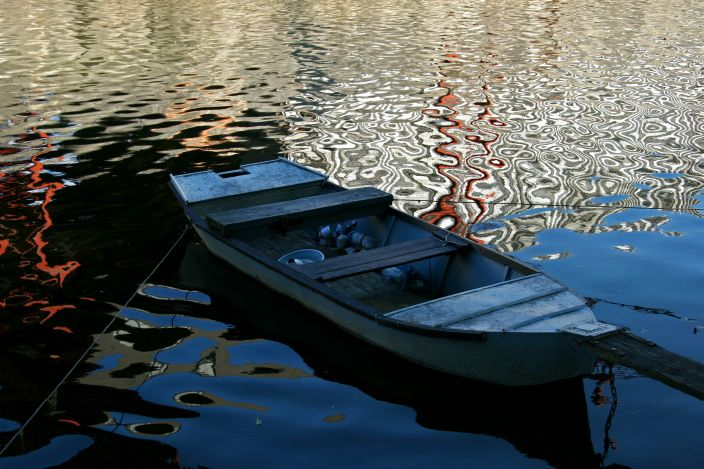
Csónak I
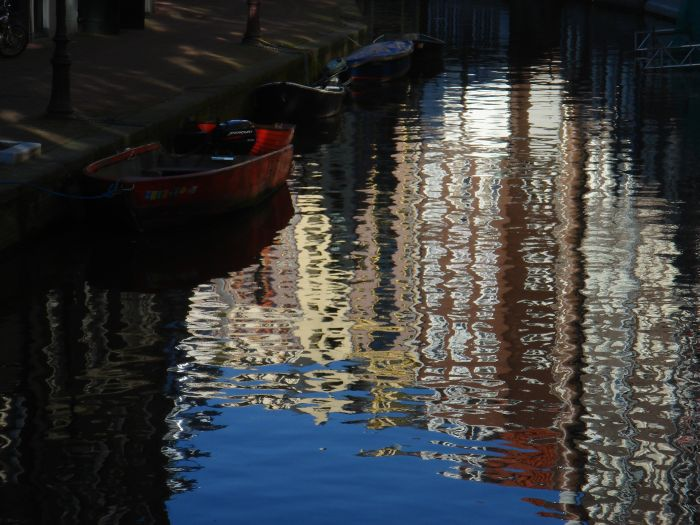
Csónak II
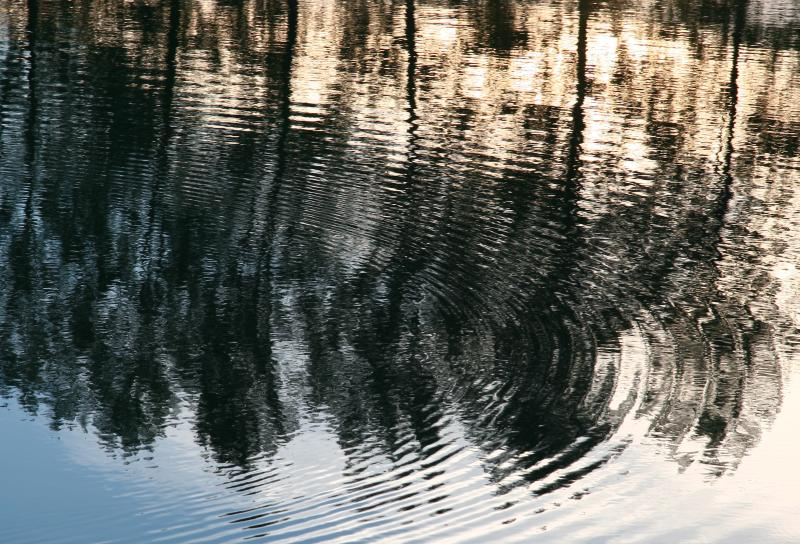
Víztükör

### Házak

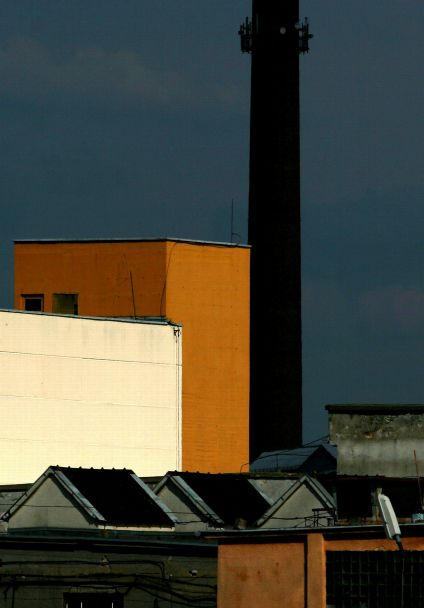
Külváros
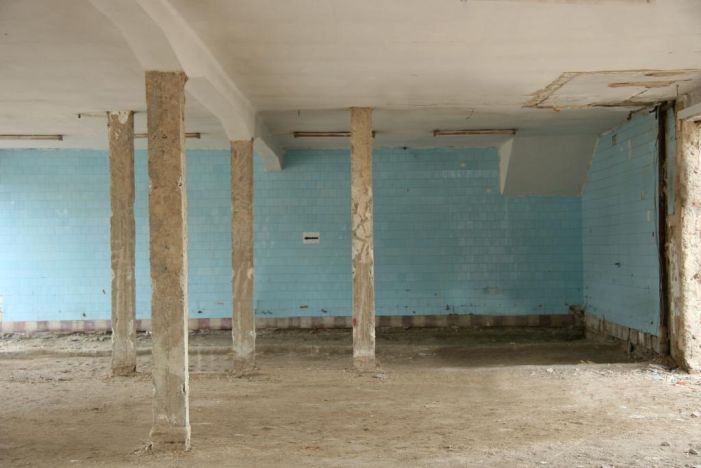
Csarnok
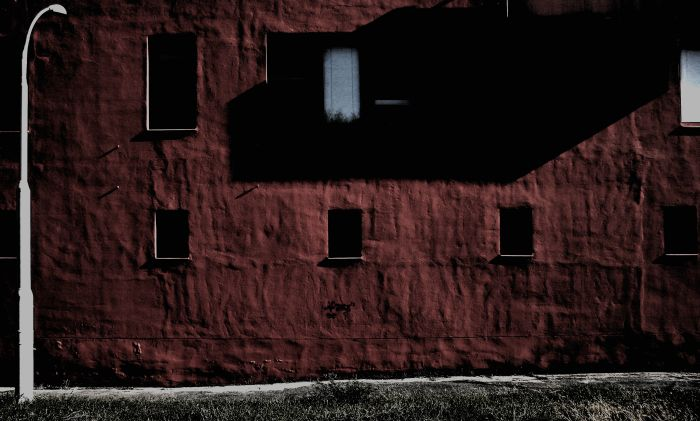
Ház
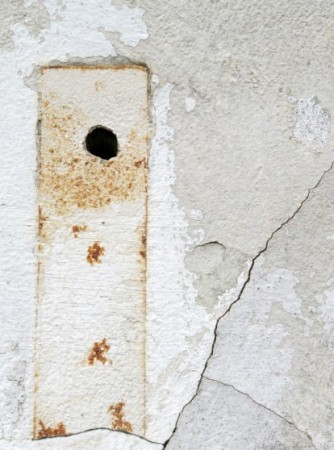
Fal rozsdafoltokkal
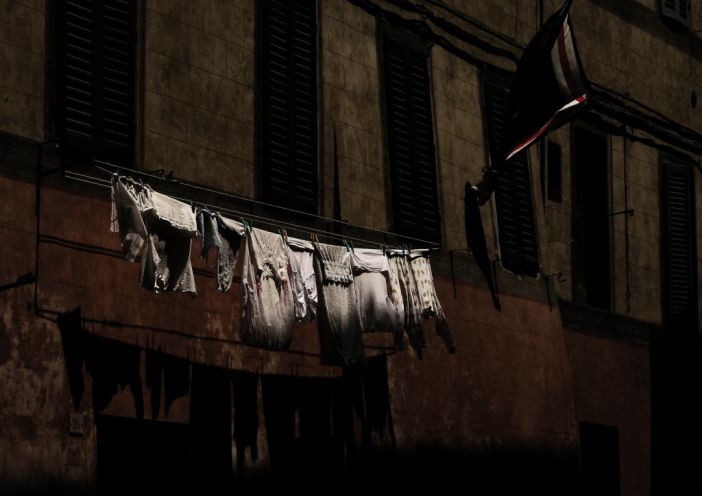
Ruhaszárítás
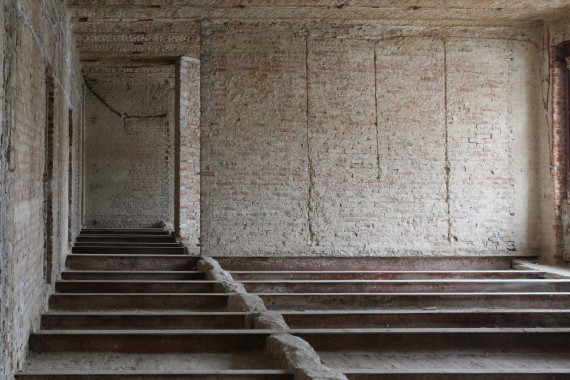
Belső tér

### Fák

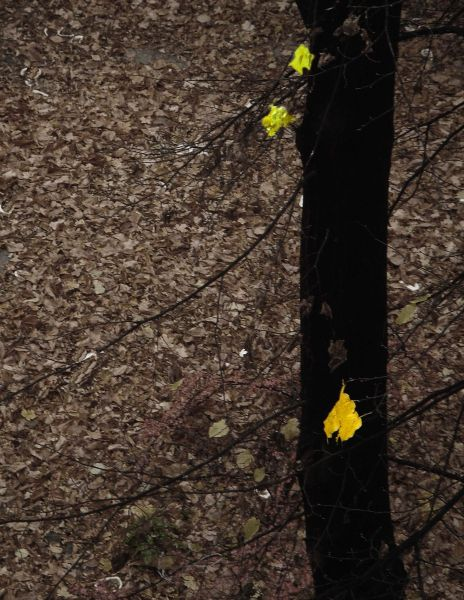
Ősz
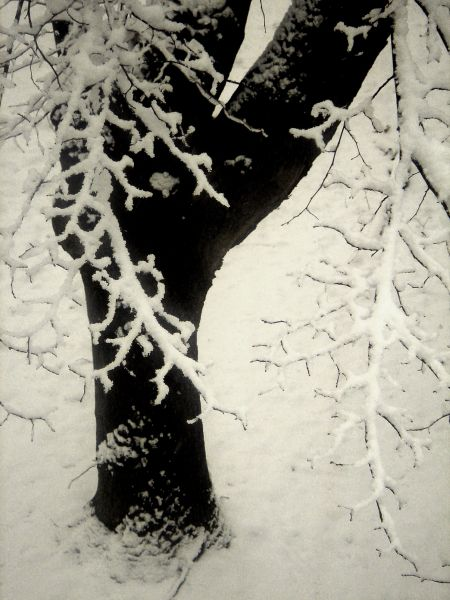
Tél I
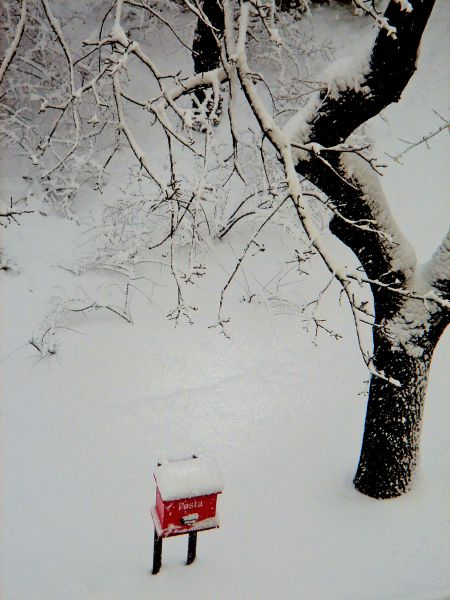
Tél II
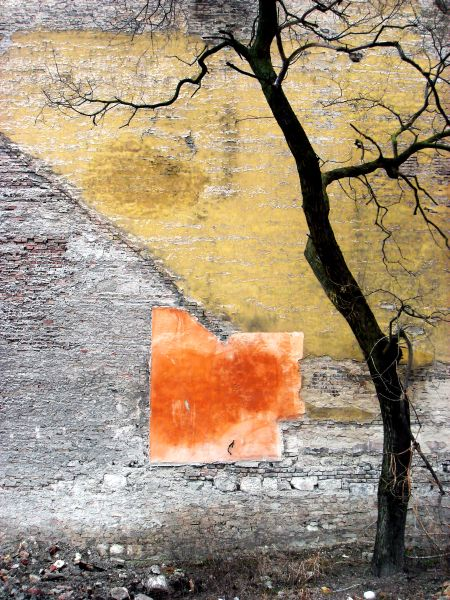
Fa
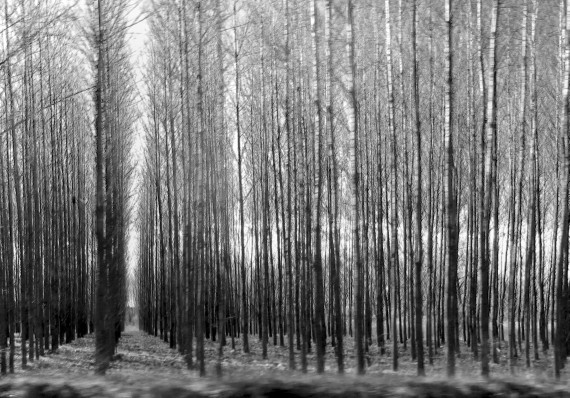
Erdő I
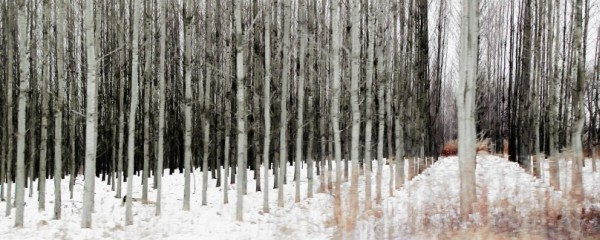
Erdő II

### Homály és fény

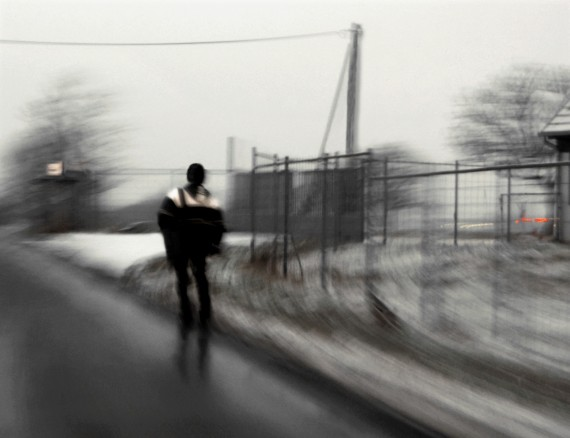
Úton
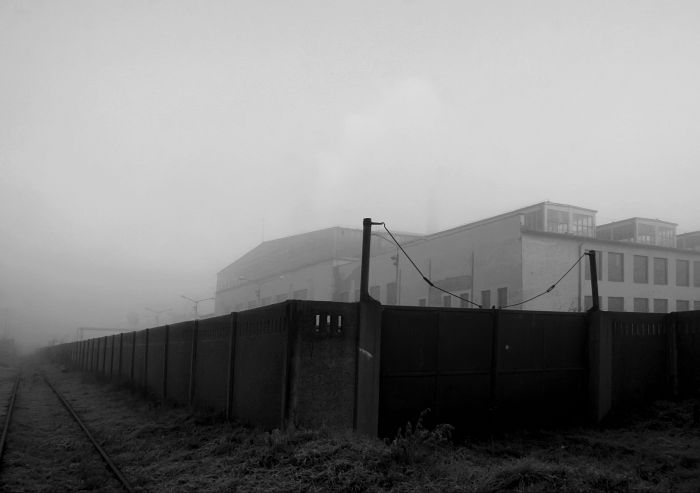
Vasút
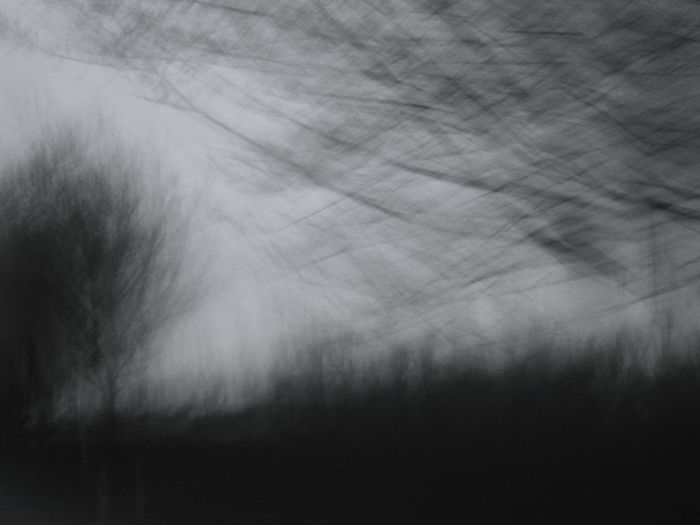
Homály I
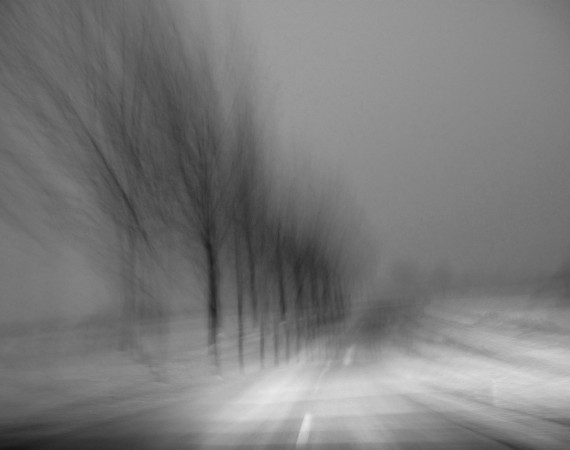
Homály II
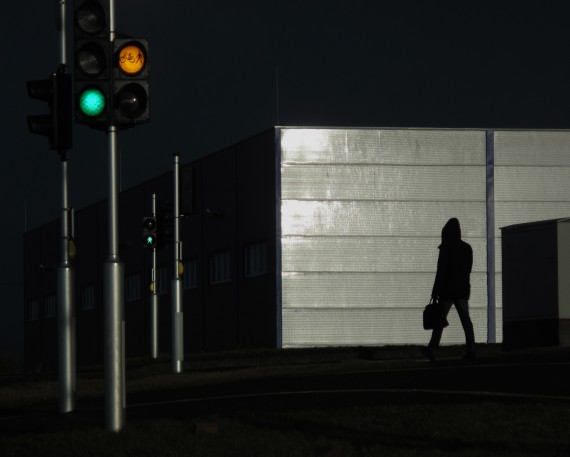
Fények
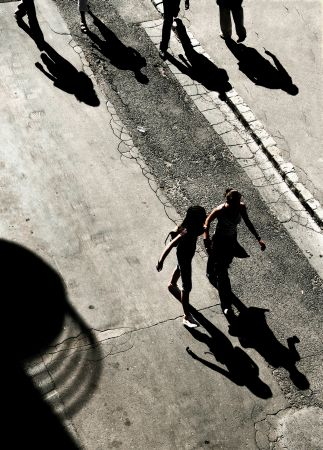
Nagy Miklós: Árnyak

## Kiállításai (válogatás)

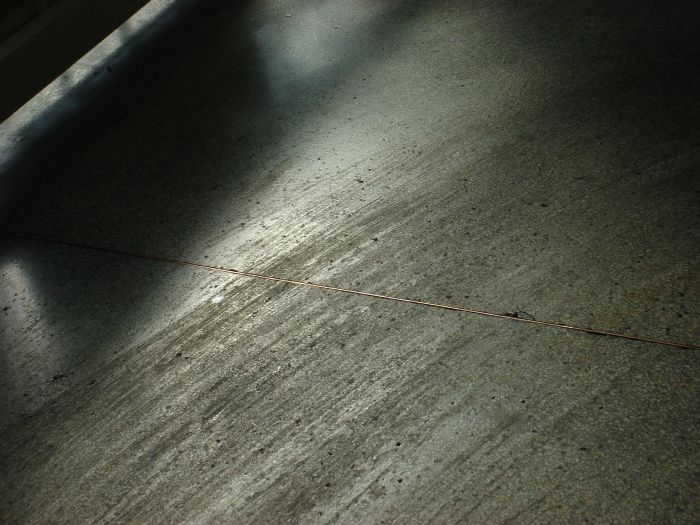
Alap

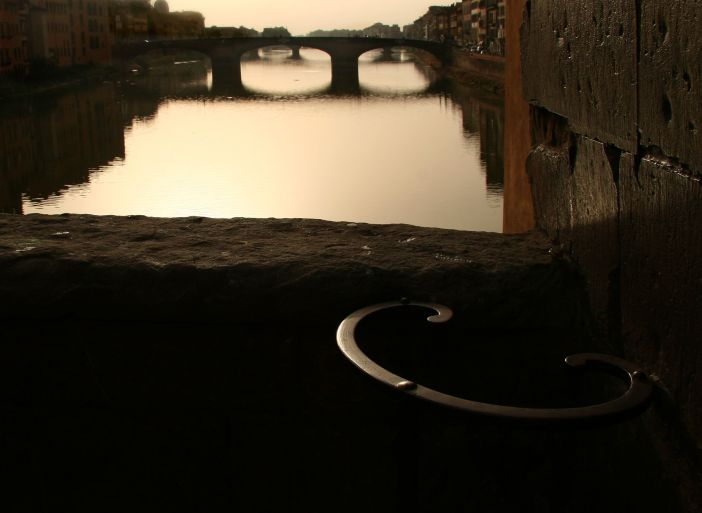
Hidak

1. 2007 Godot Galéria, Budapest (Válogatott képek kiállítása Dr. Nagy Miklós gyűjteményéből; megnyitotta Szeifert Judit[3])
2. 2007 Pannon Egyetem, Veszprém (Dr. Nagy Miklós fotókiállítása; megnyitotta Szüts Miklós[4])
3. 2008 Karinthy Szalon, Budapest (Dr. Nagy Miklós fotókiállítása; megnyitotta Lugosi Lugo László[5])
4. 2008 Nagyatád (Dr. Nagy Miklós fotókiállítása; a kiállítást megnyitotta Géger Melinda művészettörténész[6])
5. 2008 Városi Művészeti Múzeum Váczy Péter-gyűjteményében (Magyar Ispita), Győr (Dr. Nagy Miklós fotókiállítása; megnyitotta Alföldi Róbert[7])
6. 2010 Műgyűjtő objektívvel - Válogatás dr. Nagy Miklós képzőművészeti gyűjteményéből, 2010. január 23. - 2010. február 28. Városi Művészeti Múzeum - Napóleon-ház, Győr[8]
7. 2011. május 20-án Franciaországban nyílt fotókiállítása Champagne tartományban, a palisi Domaine de Tournefou kiállítóhelyén, Philippe Brame fotóművész nyitotta meg. A kiállítás 2011. július 20-ig volt látogatható.[9][10]
8. 2012 szeptemberében Pécsett a Nádor Galériában nyílt fotókiállítása, megnyitotta Gaál József.
9. 2013. szeptember 7-én Győrött az Esterházy Palotában nyílt fotókiállítása, megnyitotta Radnóti Sándor esztéta, filozófus. A kiállítás 2013. október 6-ig volt megtekinthető.
10. 2014 augusztus 15- október 17. között Kaposváron a Vaszary Képtárban mutatták be a kortárs festmény gyűjteményét és fotóit "Belső utak" címmel.
11. 2016 január 24. és február 29. között a győri Ispitában (a Váczy Péter Gyűjtemény épületében) "Kijáratok" címmel rendezték meg fotókiállítását.
12. 2017. április 7 és május 7. között Budapesten az Artus Stúdióban a Kopás van c. fotókiállítása volt megtekinthető.
13. 2017. május 6. és június 15. között Mezőtúron a Városi Képtárban (volt zsinagóga) látható a Romlékony tájakon c. kiállítása.

## Társasági tagság
- Magyar Szülészet-Nőgyógyászati Ultrahang Társaság (vezetőségi tag)